# りんくう総合医療センター
りんくう総合医療センター（りんくうそうごういりょうセンター）は、大阪府泉佐野市にある医療機関。地方独立行政法人りんくう総合医療センターが運営する病院である。エイズ治療拠点病院、地域周産期母子医療センター、医師の卒後臨床研修指定病院の指定を受ける。大阪府南部における急性期医療の中核病院でもある。
病床数は348床であり、感染症センター（感染症病床10床）、大阪府泉州救命救急センター（一般病床30床、大阪府が開設し、2013年4月移管）と合わせてりんくう総合医療センターを形成している。
関西国際空港に近いことから、英語、ポルトガル語、スペイン語による国際外来、感染症専門の施設を設置している。渡航中、渡航先での患者の受入れ施設の1つにもなっている。感染症センターは日本で4か所ある特定感染症指定医療機関の1つ（病床数2床）であり、府内3か所にある第一種指定感染症医療機関の1つである。2011年4月1日に地方独立行政法人に移行した。

## 沿革
- 1952年8月 - 市立泉佐野病院 開院
- 1957年1月1日 - 地方公営企業法全部適用
- 1994年 - りんくうタウンに移転
- 2011年4月1日 - 地方独立行政法人りんくう総合医療センター設立、移管

## 診療科
- 総合内科・感染症内科
- 糖尿病・内分泌代謝内科
- 消化器内科
- 循環器内科
- 呼吸器内科
- 血液内科
- 腎臓内科
- 神経内科
- 小児科
- 外科
- 整形外科
- 心臓血管外科
- 脳神経外科
- 皮膚科→2008年（平成20年）4月以降の皮膚科の外来診察は、医師の退職に伴い休診となった。
- 泌尿器科
- 産婦人科（泉州広域母子医療センター）→2008年4月1日、りんくう総合医療センター産婦人科と市立貝塚病院産婦人科が統合。分娩および帝王切開についてはりんくう総合医療センターで、婦人科手術については市立貝塚病院にて行う。
- 眼科→2015年4月より休診
- 耳鼻咽喉科
- 放射線科
- 口腔外科
- リハビリテーション科
- 麻酔科
- 感染症センター
- 救急科
- 救命診療科
- 国際診療科

## 医療機関の指定等
（下表の出典）
| 保険医療機関                                   | 労災保険指定病院                |
| 母体保護法指定医の配置されている医療機関       | 生活保護法指定病院              |
| 臨床研修病院                                   | 指定自立支援病院（更生医療）    |
| がん診療連携拠点病院等                         | エイズ治療拠点病院              |
| 指定自立支援病院（育成医療）                   | 原子爆弾被害者医療指定病院      |
| 特定疾患治療研究事業委託医療機関               | DPC対象病院                     |
| 身体障害者福祉法指定医の配置されている医療機関 | 地域周産期母子医療センター      |
| 戦傷病者特別援護法指定医療機関                 | 特定感染症指定医療機関（2床）   |
| 第一種感染症指定医療機関（2床）                | 第二種感染症指定医療機関（6床） |
| 地域医療支援病院                               | 地域歯科診療支援病院            |

- 救急告示病院（二次救急、三次救急）[4]
- 災害拠点病院（地域）[3]
- 公益財団法人日本医療機能評価機構認定病院[5]
- このほか、各種法令による指定・認定病院であるとともに、各学会の認定施設でもある。

## 診療規模
一日平均約900名の外来患者が訪れる。

## 交通アクセス
- 南海電気鉄道空港線・JR西日本関西空港線「りんくうタウン駅」より徒歩3分[7]